# Mambay (langue)
Pour les articles homonymes, voir Mambay.
Le mambay (ou mambay, mamgbay, mamgbei, manbai, mangbai, mangbei, mongbay) est une langue de l'Adamaoua du groupe mbum parlée par les populations Mambay, principalement au Cameroun dans la région du Nord, le long de la rivière Mayo Kébi près de la frontière tchadienne, les arrondissements de Guider et Figuil dans le département du Mayo-Louti, ceux de Bibemi et Pitoa dans le département de la Bénoué, également au sud-ouest du Tchad dans le Mayo-Kebbi Ouest .
Le nombre de locuteurs a été estimé à 14 000, dont 12 000 au Cameroun (2011).

## Écriture
Un alphabet mambay a été conçu par le Comité de langue mambay et est utilisé dans le Dictionnaire mambay – français de Anonby publié en 2014.
| a | b | ɓ | d | ɗ | e | f | g | gb | h | i | k | kp | l | m | n | o | p | r | s | t | u | v | vb | w | ʼw | y | ƴ | z |

La nasalisation des voyelles est indiquée à l’aide de la cédille, comme dans l’Alphabet général des langues camerounaises, ‹ a̧ i̧ u̧ › ; la pharyngalisation des voyelles est indiquée à l’aide d’une lettre h après la voyelle ‹  ah eh ih › ; et la laryngalisation à l’aide de l’apostrophe après la voyelle ‹ aʼ eʼ iʼ oʼ uʼ ›.
Les voyelles longues ont des lettres doubles ‹ aa ee ii oo uu ›, et peuvent être nasalisées ‹ a̧a i̧i u̧u ›.
Les tons lexicaux ou grammaticaux sont indiqués à l’aide de l’accent grave, de l’accent aigu et de l’accent circonflexe.

## Prononciation

### Voyelles
|           | Antérieur | Postérieur |
| --------- | --------- | ---------- |
| Fermé     | i         | u          |
| Mi-fermé  | e         | o          |
| Mi-ouvert | ɛ         | ɔ          |
| Ouvert    | a         |            |

Les voyelles peuvent être nasales [ã ĩ ũ] ou pharyngales [aˤ eˤ iˤ]. Toutes les voyelles peuvent être laryngales [a̰ ḛ ḭ o̰ ṵ].

### Consonnes
|                 | Bilabial | Bilabial | Labio- dental | Labio- dental | Alvéolaire | Alvéolaire | Rétroflexe | Rétroflexe | Palatal | Palatal | Vélaire | Vélaire | Glottal | Glottal |
| --------------- | -------- | -------- | ------------- | ------------- | ---------- | ---------- | ---------- | ---------- | ------- | ------- | ------- | ------- | ------- | ------- |
| Occlusif        | p        | b        |               |               | t          | d          |            |            |         |         | k       | ɡ       |         |         |
| Implosif        |          | ɓ        |               |               |            |            |            | ᶑ          |         |         |         |         |         |         |
| Nasal           |          | m        |               |               |            | n          |            |            |         |         |         | ŋ       |         |         |
| Battu           |          | ⱱ        |               |               |            |            |            | ɽ          |         |         |         |         |         |         |
| Fricatif        |          |          | f             | v             | s          | z          |            |            |         |         |         |         |         | h       |
| Spirant         |          |          |               |               |            |            |            |            |         | j       |         |         |         |         |
| Spirant latéral |          |          |               |               |            | l          |            |            |         |         |         |         |         |         |

Le mambay a aussi des consonnes coarticulées :
- les consonnes labiales-vélaires : [k͡p] et [g͡b]
- les semi-voyelles pré-glottalisées : [ˀj̰] et [ˀw̰]